# Yvonne Rainer
Yvonne Rainer (* 24. listopadu 1934 San Francisco) je americká tanečnice, choreografka a filmařka.
Narodila se v San Franciscu polské židovské matce a italskému otci. V roce 1956 se usadila v New Yorku, kde později studovala v centru Marthy Grahamové (1959–1960); rovněž absolvovala kurzy u Miy Slavenské a Jamese Waringa. Počátkem šedesátých let založila s několika dalšími choreografy Judsonské taneční divadlo, v němž byla nejplodnější a nejkontroverznější členkou, její díla byla často „anti-taneční“ a časté v nich byly banální pohyby a nahodilost. Později začala do svých choreografií zahrnovat nafilmované scény. Od sedmdesátých let se věnovala výhradně tvorbě filmů, prvním z nichž byl Lives of Performers (1972). V roce 2000 se na pozvání Michaila Baryšnikova vrátila k choreografii s dílem After Many a Summer Dies the Swan.
V roce 1990 získala MacArthurovo stipendium a v roce 2015 cenu Merce Cunninghama. Je dvojnásobnou držitelkou Guggenheimova stipendia (1969, 1988).